# Минёры
Минёры — насекомые, живущие внутри растений и проделывающие в них ходы, или мины. Название связано со старинным значением слова мина — подкоп. По тому, в каких частях растения насекомое проделывает ходы, различают стеблевых, листовых и цветковых минёров.
Минёры известны среди представителей жесткокрылых, или жуков, чешуекрылых, или бабочек, перепончатокрылых и двукрылых. Больше всего минёров среди чешуекрылых. В этом отряде есть ряд семейств, состоящих из одних лишь минёров, например, Nepticulidae, Opostegidae, Tisheriidae и Gracillariidae. Кроме того, у ряда семейств чешуекрылых гусеницы начинают развитие в минах, в старших возрастах переходя к жизни в чехликах (например, Incurvariidae или Coleophoridae). Как правило, это мелкие насекомые (в особенности, листовые минёры, значительная часть жизни которых проходит в толще листовой пластинки).
Наиболее заметны мины на листьях цветковых растений. По форме различают змеевидные, пятновидные и змеевидно-пятновидные мины. По степени выедания мезофилла (серединного вещества листа) различают односторонние и двухсторонние мины.
Каштановая минирующая моль — Cameraria ohridella. Взрослые насекомые — мелкие моли 3—4 мм.
Была впервые обнаружена и описана учеными в 1985 году в Македонии. На пораженных растениях уничтожается до 90 % листовой поверхности, что приводит к истощению и гибели деревьев.
Некоторые виды деревьев обладают таким свойством, как «застенчивость кроны», выработанным предположительно для препятствования распространению насекомых-минёров.